# جونيهيم
جونيهيم (بالفرنسية: Gonnehem)‏ هي بلدية تقع في إقليم باد كاليه من منطقة نور با دو كاليه في شمال فرنسا. تبلغ مساحة هذه المدينة 15.31 (كم²)، وترتفع عن سطح البحر 20 م، يبلغ عدد سكانها 2235 نسمة حسب إحصاء المعهد الوطني للإحصاء والدراسات الاقتصادية سنة 2009 م. وترأس Bernard Delelis البلدية خلال فترة (2008-2014).